# El Texican
Pour plus de détails, voir Fiche technique et Distribution.
El Texican (The Texican) est un western américano-espagnol réalisé par Lesley Selander, sorti en 1966.

## Synopsis
Piégé par Luke Starr, un tenancier de saloon, l'ancien shérif Jess Carlin a trouvé refuge dans une ville du nord du Mexique. Lorsqu'il apprend que son frère, rédacteur du journal local de la ville qui est sous la coupe de Starr, est décédé lors d'un duel au pistolet, il décide d'aller trouver le vrai coupable car il sait que son frère ne portait jamais d'arme. Après avoir échappé de justesse aux hommes de main de Starr, il arrive en ville, mais il ne lui sera pas facile de trouver des preuves contre Starr.

## Fiche technique
- Titre original : The Texican
- Titre français : El Texican
- Réalisation : Lesley Selander
- Scénario : John C. Champion (en) (version américaine), José Antonio de la Loma (version espagnole)
- Direction artistique : Juan Alberto Soler
- Costumes : Rafael Borqué
- Photographie : Francisco Marin
- Montage : Teresa Alcocer
- Musique : Nico Fidenco
- Production : John C. Champion (en), Bruce Balaban[1]
- Production déléguée : Paul C. Ross, Julian Ludwig
- Société de production :  M.C.R. Productions (Hollywood),  Balcázar Producciones Cinematográficas (Barcelone)
- Société de distribution :  Columbia Pictures,  Bengala Film
- Pays d'origine :  États-Unis,  Espagne
- Langue originale : anglais
- Format : couleur (Technicolor) — 35 mm — 2,35:1 (Techniscope) — son Mono
- Genre : Western
- Durée : 86 minutes
- Dates de sortie :
  - États-Unis : octobre 1966
  - Espagne : 15 janvier 1968
  - France : 6 septembre 1972[2]

## Distribution
- Audie Murphy : Jess Carlin
- Broderick Crawford : Luke Starr
- Diana Lorys : Kit O'Neal
- Aldo Sambrell : Gil Rio
- Antonio Casas : Frank Brady
- Gérard Tichy : Boyd Thompson
- Antonio Molino Rojo : Harv
- Juan Antonio Peral : Eb
- Helga Genth : Maria Banta
- Frank Braña : U.S. Marshall Vic